# Traunsee

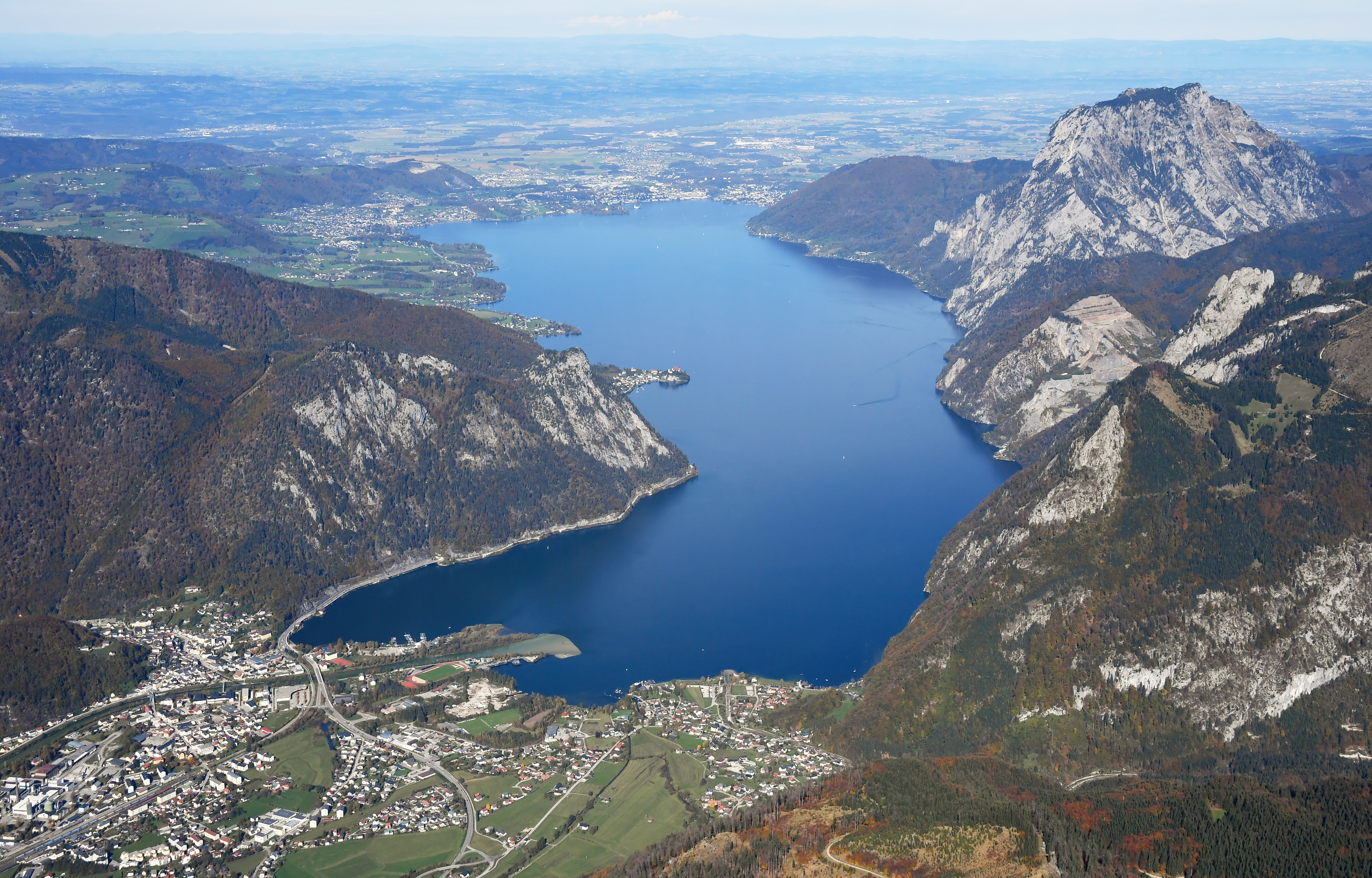
Flygfoto över Traunsee

Traunsee, eller Gmundenersee, sjö i Oberösterreich, Österrike, 422 m ö.h., genomflyts från söder till norr av Donaus biflod Traun. Namnet Gmundenersee har den efter den vid flodens utlopp belägna staden Gmunden, huvudorten i Salzkammergut. Yta 25 km², längd 12 km, bredd 3 km och största djup 190 m. Sjön är rik på fisk (regnbågsöring, gädda m.m.), trafikeras av båtar och har utmed sina stränder många villor och sommarställen. Utmed östra sidan reser sig branta klippväggar, utmed den västra går järnväg och österut når den dominerande bergstoppen Traunstein 1 601 m ö.h.